# Jesper Jørgensen
Jesper Jørgensen (født 9. maj 1984) er en dansk tidligere fodboldspiller.
Midtbanespilleren har spillet fire U/19-landskampe samt fire U/20-landskampe. Han er 184 cm høj og vejer 72 kg.

## Karriere

### Esbjerg fB (2003–2010)
Jesper Jørgensen startede sin professionelle karriere i Esbjerg fB, hvor han spillede frem til 2010. I løbet af sin tid i klubben nåede Jørgensen at være anfører for holdet i godt en sæson og spillede over 200 kampe for klubben..

### Gent
I december 2010 meddelte Esbjerg fB at Jesper Jørgensen var solgt til den belgiske klub KAA Gent, hvor han skrev en kontrakt frem til sommeren 2013. Opholdet i Gent blev en succes for Jørgensen, der fik rigelig med spilletid og flere scoringer.

### Club Brugge
Efter en god sæson i KAA Gent skiftede Jørgensen i sommeren 2012 til den belgiske topklub Club Brugge på en treårig kontrakt. Manglende spilletid har fået Jørgensen til at vende næsen hjemad. 

### Zulte-Waregem
Den 1. september 2014 blev det bekræftet, at Jørgensen ville skifte til Zulte-Waregem.

### Esbjerg fB (2016–2018)
Den 11. januar 2016 blev Jesper Jørgensens skifte tilbage til Esbjerg fB bekræftet af klubben. Han tiltræder på en aftale, der gælder frem til sommeren 2018.
Han forlod Esbjerg fB i februar 2018 grundet en knæskade, som også resulterede i, at han stoppede sin aktive karriere.